# M1 Music Awards
M1 Music Awards — ежегодная музыкальная премия, основанная украинским музыкальным телеканалом «М1» в 2015 году. Премия направлена на определение выдающихся достижений в музыкальной индустрии и признание личного вклада в развитие украинского шоу-бизнеса. Помимо этого, M1 Music Awards определяет лучших специалистов в создании и продвижении аудиовизуального продукта.

## История премии
М1 — единственный в Украине телеканал, который основал собственную музыкальную премию. М1 Music Awards ежегодно называет лучших артистов индустрии шоу-бизнеса. Победителей определяют рейтинговые показатели клипов в эфире. Церемония награждения ежегодно сопровождается грандиозным шоу с участием украинских артистов первого эшелона.
В 2015 году состоялась первая церемония «M1 Music Awards. Big Bang».
«M1 Music Awards. Yin:Yang» — вторая церемония награждения, на которой были дуэты исполнителей в концепции «Инь-Ян».
9 декабря 2017 состоялась третья церемония «M1 Music Awards. ІІІ элемент» с использованием постановок со спецэффектами и дополненной виртуальной реальностью.
Четвёртая церемония награждения «M1 Music Awards. 4 Seasons» состоялась 1 декабря 2018 года. Музыкальным продюсером премии стала певица, народная артистка Украины, обладательница четырёх наград «М1 Music Awards» — Тина Кароль. Одним из нововведений «М1 Music Awards. 4 Seasons» стали специальные награды-«ордена», которые находили своих почетных обладателей каждый сезон.
5-я юбилейная премия «M1 Music Awards 5 Seasons» состоялась 30 ноября 2019 года и стала демонстрацией результата работы за последние 5 лет.

## Список церемоний
| Год  | Дата       | Название                     | Хит года                   |
| ---- | ---------- | ---------------------------- | -------------------------- |
| 2015 | 26 ноября  | M1 Music Awards. Big Bang    | «Имя 505» — Время и Стекло |
| 2016 | 10 декабря | M1 Music Awards. Yin:Yang    | «Умамы» — Потап и Настя    |
| 2017 | 9 декабря  | M1 Music Awards. III Элемент | «Туманы» — Макс Барских    |
| 2018 | 1 декабря  | M1 Music Awards. 4 Seasons   | «Плакала» — KAZKA          |
| 2019 | 30 ноября  | M1 Music Awards. 5 Seasons   | «Дим» — Время и Стекло     |
| 2022 | март       |                              |                            |

## Категории наград
PRO-PARTY 
В рамках подготовки к церемонии «M1 Music Awards», ежегодно, начиная с 2015 года (года основания премии) организаторы музыкальной премии — телеканал М1 и компания «Таврийские игры» выбирают лучших профессионалов украинского шоу-бизнеса.
Номинации PRO-PARTY: клипмейкер, хореограф, монтаж, менеджмент артиста, оператор-постановщик, постпродакшн, саунд-продюсер, продюсер, пиар-менеджмент, промокампания тура.

## Наиболее номинированные и премированные артисты
По состоянию на 2018 год, наибольшее количество наград имеет Тина Кароль — 6 статуэток. За ней идет группа Время и Стекло (5), дуэт Потап и Настя и Дмитрий Монатик (по 4), а также, Светлана Лобода, The Hardkiss, Макс Барских имеют по 3 награды.
В целом, наибольшее количество номинаций, по состоянию на 2019 год, имеют Время и Стекло (17), Тина Кароль (15), Дмитрий Монатик (13) и Потап и Настя (9). Больше всего номинаций и ни одной победы имеют Наталья Могилевская, Злата Огневич, Ольга Цибульская — 5 номинаций.
Участники по количеству номинаций (по состоянию на 2019 год)
17 номинаций
- Время и Стекло

15 номинаций
- Тина Кароль

13 номинаций
- Дмитрий Монатик

9 номинаций
- Потап и Настя
- Оля Полякова

8 номинаций
- Настя Каменских
- Mozgi

7 номинаций
- Светлана Лобода
- The Hardkiss
- Мишель Андраде

6 номинаций
- Макс Барских
- Олег Винник

5 номинаций
- Alekseev
- Dzidzio
- Maruv
- Наталья Могилевская
- Злата Огневич
- Ольга Цибульская

## Выступления
| Год  | Исполнитель |
| ---- | --- |
| 2015 | Время и Стекло Эрика Иван Дорн Ирина Билык Макс Барских Наталья Могилевская Оля Полякова Тина Кароль Caffeine DZIDZIO Jamala Loboda MONATIK Mozgi Quest Pistols Show NikitA                                                                             |
| 2016 | Вера Брежнева Время и Стекло Иван Дорн Ирина Билык Макс Барских Наталья Могилевская Олег Винник Оля Полякова Потап и Настя Татьяна Решетняк ТіК Тина Кароль Alekseev DZIDZIO Green Grey Jamala LOBODA MONATIK Mozgi Open Kids Quest Pistols Show REAL O |
| 2017 | Вопли Видоплясова Время и Стекло Макс Барских Наталка Карпа Наталья Могилевская Александр Пономарев Оля Полякова Ольга Цибульская Полиграф ШарикOFF Тина Кароль Alekseev Alyosha Dan Balan Michelle Andrade Mozgi The Hardkiss Yall feat Gabriella      |
| 2018 | Антитіла Время и Стекло Ирина Билык Michelle Andrade Александр Пономарев Ольга Цибульская Тина Кароль Alekseev Alyosha Funking smoothie KADNAY KAZKA MARUV MONATIK Mozgi Nikita Lomakin Настя Каменских The Hardkiss                                    |
| 2019 | NK Melovin Антитіла Олег Винник Michelle Andrade Сергей Бабкин Тина Кароль Mozgi Nikita Lomakin Nikita Lomakin и Michelle Andrade Alyona Alyona Артем Пивоваров Время и Стекло Dan Balan и Тина Кароль Monatik                                          |